# Adversitor
Se llamaba adversitor al esclavo que precedía a su amo. Solo encontramos esta palabra en Plauto y Terencio, en el sentido de volver a buscar a su amo (adversum ire) terminado el convite o reunión adonde le había acompañado primero.
Se había creído, equivocadamente, que con tal denominación se significaba una clase especial de esclavos (pedisequus). Estos, a veces, espontáneamente, o por orden de los padres del señor, salían al encuentro del dueño, cuando tardaban demasiado en regresar a su domicilio. El nombre que tomaron estos adversitori parece que se lo dieron los cómicos.
- El contenido de este artículo incorpora material del tomo 2 de la Enciclopedia Universal Ilustrada Europeo-Americana (Espasa), cuya publicación fue anterior a 1945, por lo que se encuentra en el dominio público.

- Datos: Q5658651